# Bajram Rexhepi

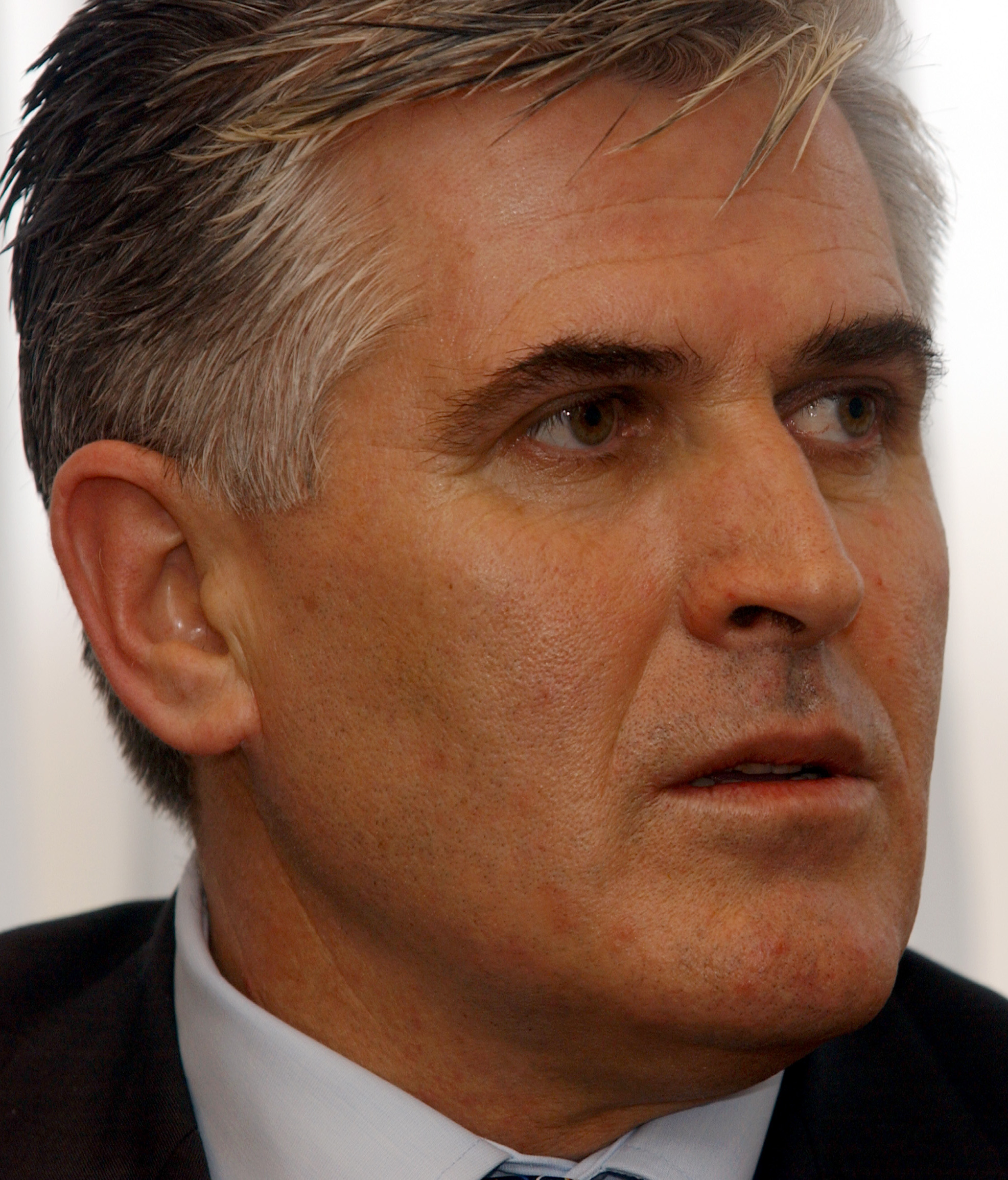
Bajram Rexhepi (2004)

Bajram Rexhepi (* 3. Juni 1954 in Kosovska Mitrovica, SFR Jugoslawien; † 21. August 2017 in Istanbul, Türkei) war ein kosovarischer Politiker. Er war der erste Ministerpräsident des Landes nach dem Kosovo-Krieg. Er war Mitglied der nach Wählerstimmen zweitstärksten Partei des Kosovo, der Partia Demokratike e Kosovës.

## Leben
Er legte 1979 einen Hochschulabschluss in Medizin an der Universität Pristina ab und ging dann bis 1985 zur Universität Zagreb. Von 1985 bis 1990 war er in seiner Heimatstadt Mitrovicë als Chirurg tätig.
Während des Kosovo-Krieges 1999 trat Rexhepi der UÇK bei, in der er drei Monate als Feldarzt tätig war. Bei den ersten  Wahlen zum Kosovo-Parlament im November 2001 errang seine Partei 25,7 % der Stimmen und wurde damit zweitstärkste Kraft nach Ibrahim Rugovas Lidhja Demokratike e Kosovës. Am 4. März 2002 wurde Rexhepi vom kosovarischen Parlament zum Ministerpräsidenten bestimmt. Bei den nächsten Wahlen am 24. Oktober 2004 wurde die Demokratische Partei erneut zweiter hinter der LDK. Am 3. Dezember wurde Ramush Haradinaj, der später wegen Kriegsverbrechen in Den Haag angeklagt wurde, Rexhepis Nachfolger als Ministerpräsident.
Rexhepi war außerdem Bürgermeister seiner Geburtsstadt Mitrovica und Präsident der Gesellschaft der Kosovo-Gemeinden.
Rexhepi galt als moderater Politiker, der sich für den Ausgleich zwischen den ethnischen Gruppen im Land einsetzte. Um die Teilung des Kosovo zwischen Serben und Albanern zu verhindern, schlug Rexhepi einen Gebietstausch mit Serbien vor (Nordkosovo für das Preševo-Tal). Er war verheiratet und war Vater einer Tochter.
Rexhepi wurde nach Komplikationen bei einer Operation in einem Krankenhaus in Pristina in eine Klinik in Istanbul verlegt, wo er starb.